# Relaciones España-Zimbabue
Las relaciones España-Zimbabue son las relaciones bilaterales entre estos dos países. Zimbabue no tiene una embajada en Madrid pero su embajada en París está acreditada para España. España tiene una embajada en Harare.

## Relaciones diplomáticas
España estableció relaciones diplomáticas con Zimbabue a raíz de su independencia, y abrió su Embajada en Harare en 1981.
No existe ningún contencioso bilateral abierto con el país.

## Relaciones económicas
Las relaciones comerciales bilaterales entre España y Zimbabue se han caracterizado siempre por su modestia y por el déficit en la balanza
comercial para España.

## Cooperación
España está comprometida con el desarrollo del país africano a través de NN.UU. y a través del Fondo Europeo de Desarrollo de la Unión Europea, del cual España es el quinto contribuyente.